# The Durutti Column
The Durutti Column är ett engelskt postpunk-band som bildades 1978 i Manchester, England. Bandet har under långa perioder egentligen varit ett enmansprojekt med gitarristen, sångaren och pianisten Vini Reilly (född Vincent Gerrard Reilly 4 augusti 1953 i Manchester) men han har ofta ackompanjerats av andra, främst trummisen Bruce Mitchell och Keir Stewart på bas, keyboards och munspel.

## Historia
The Durutti Column sattes ihop år 1978 av Tony Wilson och Alan Erasmus. De, som senare kom att bli samarbetspartners i Factory Records, satte samman bandet ur resterna av ett splittrat punkband. De kallade bandet "The Durutti Column" - en felstavad variant av Buenaventura Durrutis anarkistiska kolonn i spanska inbördeskriget. Vini Reilly, och ytterligare ett par bandmedlemmar, anslöt snart. Bandet medverkade på Factory Records första skivutgivning A Factory Sample 1978 men efter debutskivan började medlemmarna bråka och alla, utom Vini Reilly, lämnade bandet.
The Durutti Columns första album The Return of the Durutti Column, en samling atmosfärrika instrumentallåtar, utkom 1980 i ett omslag av sandpapper. Följande album LC från 1981 utvecklade stilen med sånginslag av Reilly och slagverk av Bruce Mitchell. De har följts av en lång rad album med musik centrerad kring Reillys gitarrspel. 1988 medverkade Vini Reilly på Morrisseys soloalbum Viva Hate. Albumet A Paean to Wilson från 2009 är Reillys hyllning till Factory Records bortgångne grundare Tony Wilson.

## På film
The Durutti Column, då endast bestående av Vini Reilly, porträtteras i filmen 24 Hour Party People. Vini Reilly spelas av Raymond Waring.

## Diskograf i urval
- 1980 - The Return of the Durutti Column
- 1981 - LC
- 1983 - Another Setting
- 1983 - Live at The Venue, London
- 1983 - Amigos Em Portugal
- 1984 - Without Mercy
- 1986 - Circuses and Bread
- 1986 - Live at The Bottom Line
- 1987 - The Guitar and Other Machines
- 1989 - Vini Reilly
- 1990 - Obey the Time
- 1994 - Sex and Death
- 1996 - Fidelity
- 1998 - Time was Gigantic... When we Were Kids
- 2001 - Rebellion
- 2003 - Someone Else's Party
- 2004 - Tempus Fugit
- 2006 - Keep Breathing
- 2007 - Idiot Savants
- 2008 - Sunlight to Blue... Blue to Blackness
- 2008 - Treatise on the Steppenwolf
- 2009 - Love in the Time of Recession
- 2009 - A Paean To Wilson
- 2011 - Chronicle
- 2012 - Short Stories For Pauline
- 2014 - Chronicle XL